# Akira Kuroiwa
Akira Kuroiwa (jap. 黒岩 彰, Kuroiwa Akira; * 6. September 1961 in Tsumagoi, Gunma) ist ein ehemaliger japanischer Eisschnellläufer.
Kuroiwa war 1983 der erste, und bis 2009 der einzige, Japaner, welcher die Sprint-WM gewinnen konnte. Nachdem er 1986 Bronze erreicht hatte, wurde er 1987 erneut Weltmeister im Sprintmehrkampf. Des Weiteren nahm Kuroiwa 1984 an den Olympischen Winterspielen in Sarajevo teil. Dort belegte er die Plätze zehn und neun über 500 bzw. 1000 Meter. Bei seinen zweiten Olympischen Winterspielen 1988 in Calgary gewann er über 500 Meter die Bronzemedaille. Den Wettkampf über 1000 Meter beendete er auf Rang 20. Bei den Winter-Asienspielen 1986 gewann Kuroiwa ebenfalls das Rennen über 500 Meter. Im Laufe seiner Karriere siegte er in sechs Weltcuprennen und erreichte vier nationale Meistertitel im Sprint.
Nach den Winterspielen 1988 trat Kuroiwa vom aktiven Sport zurück und war anschließend als Trainer aktiv. Sein Bruder Munehisa Kuroiwa war ebenfalls als Eisschnellläufer aktiv.

## Persönliche Bestzeiten
| Strecke | Zeit        | Datum           | Ort             |
| ------- | ----------- | --------------- | --------------- |
| 500 m   | 36,75 s     | 23. Januar 1988 | Calgary         |
| 1000 m  | 1:14,27 min | 10. Januar 1986 | Baselga di Pinè |
| 1500 m  | 2:00,85 min | 9. Januar 1981  | Nikkō           |
| 3000 m  | 4:39,55 min | 1. Februar 1979 | Fujiyoshida     |
| 5000 m  | 8:01,23 min | 2. Februar 1979 | Fujiyoshida     |